# 国际藻类、真菌和植物命名法规
《国际藻类、真菌和植物命名法规》（英文：International Code of Nomenclature for algae, fungi, and plants，縮寫：ICNafp，ICN）是一部國際性的規則與建議，用於管理藻类、真菌和植物的科學命名，由国际植物学大会命名法分会負責修订，每隔六年隨著国际植物学大会的召開而更新出版一次。舊稱《國際植物命名法規》（英文：International Code of Botanical Nomenclature；縮寫：ICBN），為準確體現出法規所涵蓋的生物類群，在2011年7月於墨尔本舉行的第18屆国际植物学大会上改為現用名。

## 法規歷史
1905年第二屆国际植物学大会在維也納舉行，並於次年發布了第一版植物命名法規，現稱作“維也納規章”（Vienna Rule）。
目前最新的法規是2017年出版的“深圳法規”（Shenzhen Code），是第19屆國際植物學會議於2017年在深圳舉辦後，基於2011年出版的“墨尔本法規”（Melbourne Code）所修訂的版本。
| 届    | 年   | 舉辦地         | 法規的非正式名稱             |
| ----- | ---- | -------------- | ---------------------------- |
| I     | 1900 | 法國巴黎       | -                            |
| II    | 1905 | 奥地利維也納   | 維也納規章（1906年出版）     |
| III   | 1910 | 比利时布魯塞爾 | -                            |
| IV    | 1926 | 美国綺色佳     | -                            |
| V     | 1930 | 英国劍橋       | 劍橋規章（1935年出版）       |
| VI    | 1935 | 荷蘭阿姆斯特丹 | -                            |
| VII   | 1950 | 瑞典斯德哥尔摩 | 斯德哥爾摩法規（1952年出版） |
| VIII  | 1954 | 法国巴黎       | -                            |
| IX    | 1959 | 加拿大蒙特利尔 | -                            |
| X     | 1964 | 英国愛丁堡     | -                            |
| XI    | 1969 | 美国西雅圖     | 西雅圖法規                   |
| XII   | 1975 | 苏联列寧格勒   | 列寧格勒法規                 |
| XIII  | 1981 | 悉尼           | 雪梨法規                     |
| XIV   | 1987 | 德国柏林       | 柏林法規                     |
| XV    | 1993 | 日本東京       | 東京法規                     |
| XVI   | 1999 | 美国圣路易斯   | 聖路易斯法規、黑色法規       |
| XVII  | 2005 | 奥地利維也納   | 維也納法規                   |
| XVIII | 2011 | 澳大利亚墨尔本 | 墨尔本法規                   |
| XIX   | 2017 | 中国深圳       | 深圳法规                     |
| XX    | 2024 | 西班牙馬德里   |                              |

## 主要內容
命名法規主要的條文：
- 原則（principles）：共有六條最基本的原則，「係構成植物命名法之基礎」[4]。
- 詳細的法條區分為許多規則，而以條款（Article）及擬則（Recommand）陳述。例証（Ex.）則附加於規則及擬則內供為說明[4]。條款中的規則乃整理歷來的命名法，作為將來之準繩；凡植物名稱抵觸規則者不能再使用。擬則供補充條款之用，「其目的在使將來之命名方法可逐步統一、清晰。凡植物命名無論在名稱上或形式上與擬則抵觸者，雖不予取消，但此後不得援以為例」。[4]
- 規則與擬則適用於所有傳統認知之現生或化石植物。例如：藍綠菌（藍綠藻）、真菌類，包括壺菌類、卵菌類、黏菌類等；及能施行光合作用之原生生物。
- 國際栽培植物命名委員會為使用於農業上、林業上、園藝上若干特定群之名稱，授權制定「國際栽培植物命名法規」。
- 法規一直強調：名稱變更之唯一正確理由，乃分類學者經充份研究後，有確鑿之事實証據，或必須廢棄違反本規則之學名。[4]

## 最近變更
第十八屆國際植物學會議（XVIII IBC）對《國際植物命名法規》作出的重要變更：
一、自2012年1月1日起接受在電子出版品上發表新名
自2012年1月1日起，在印刷出版品上發表新名稱已非必要；於網路上以PDF文档發表且具有國際標準書號（ISBN） 或國際標準連續出版物號（ISSN）的出版物亦可視為有效發表。
二、自2012年1月1日起命名時可用英文描述
自2012年1月1日起，發表新種時可用拉丁文或英文描述。
三、一種化石分類群，一個正確名稱；一種真菌，一個正確名稱
放棄形態分類群（morphotaxa）的概念，若具不同名稱的斷片、生活史階段或儲藏階段的化石可被証實屬同一種時，僅可具有一正當名；該名稱的決定應符合優先權之相關規定。真菌的部份則是捨棄有性世代、無性世代具不同學名的概念。
四、於 MycoBank 註冊新名稱是發表真菌新名的必要條件
近年來，真菌學家於 MycoBank 資料庫、Index Fungorum 資料庫發表新種新名，為法規中規定的必要條件。
五、《國際植物命名法規》更名為《國際藻類、真菌和植物命名法規》
為有效反映該法規所涵蓋的分類群，《國際植物命名法規》（International Code of Botanical Nomenclature）更名為《國際藻類、真菌和植物命名法規》（International Code of Nomenclature for algae, fungi, and plants）。

## 延伸閱讀
- 命名法規
  - 國際栽培植物命名法規（英文：International Code of Nomenclature for Cultivated Plants；縮寫：ICNCP）
  - 國際動物命名法規（英文：International Code of Zoological Nomenclature，缩写：ICZN）
  - 國際原核生物命名法規〔英文：International Code of Nomenclature of Prokaryotes，缩写：ICNP；2008年以前名為《國際細菌命名法規》（英文：International Code of Nomenclature of Bacteria；縮寫：ICNB）〕
  - 國際系統發生學命名法規（英文：International Code of Phylogenetic Nomenclature；簡稱：PhyloCode）
- 植物命名法（英语：Botanical nomenclature）
  - 植物學名命名法
  - 植物学作者引证
  - 國際植物分類學會（英语：International Association for Plant Taxonomy）
  - 国际植物名称索引
  - 正確名稱
  - 種下名稱
  - 雜交種名（英语：Hybrid name）
- 科學命名術語表（英语：Glossary of scientific naming）
- 二名法
- 科學分類
- 未描述分類群（英语：Undescribed taxon）

## 外部連結
- 此法规的中文译本 （页面存档备份，存于）PDF[需要更新]
- 张丽兵. . 四川师范大学学报 (自然科学版). 2017, 40 (5): 569–576. doi:10.3969/j.issn.1001-8395.2017.05.001 （中文（中国大陆））.